# Dell Technologies
Dell Technologies Inc. (vormals Dell Inc. bzw. Dell Computer Corporation) ist ein US-amerikanischer Hersteller von Computern und Speichersystemen. Das Unternehmen hat seinen Hauptsitz in Round Rock, Texas.

## Unternehmensgeschichte

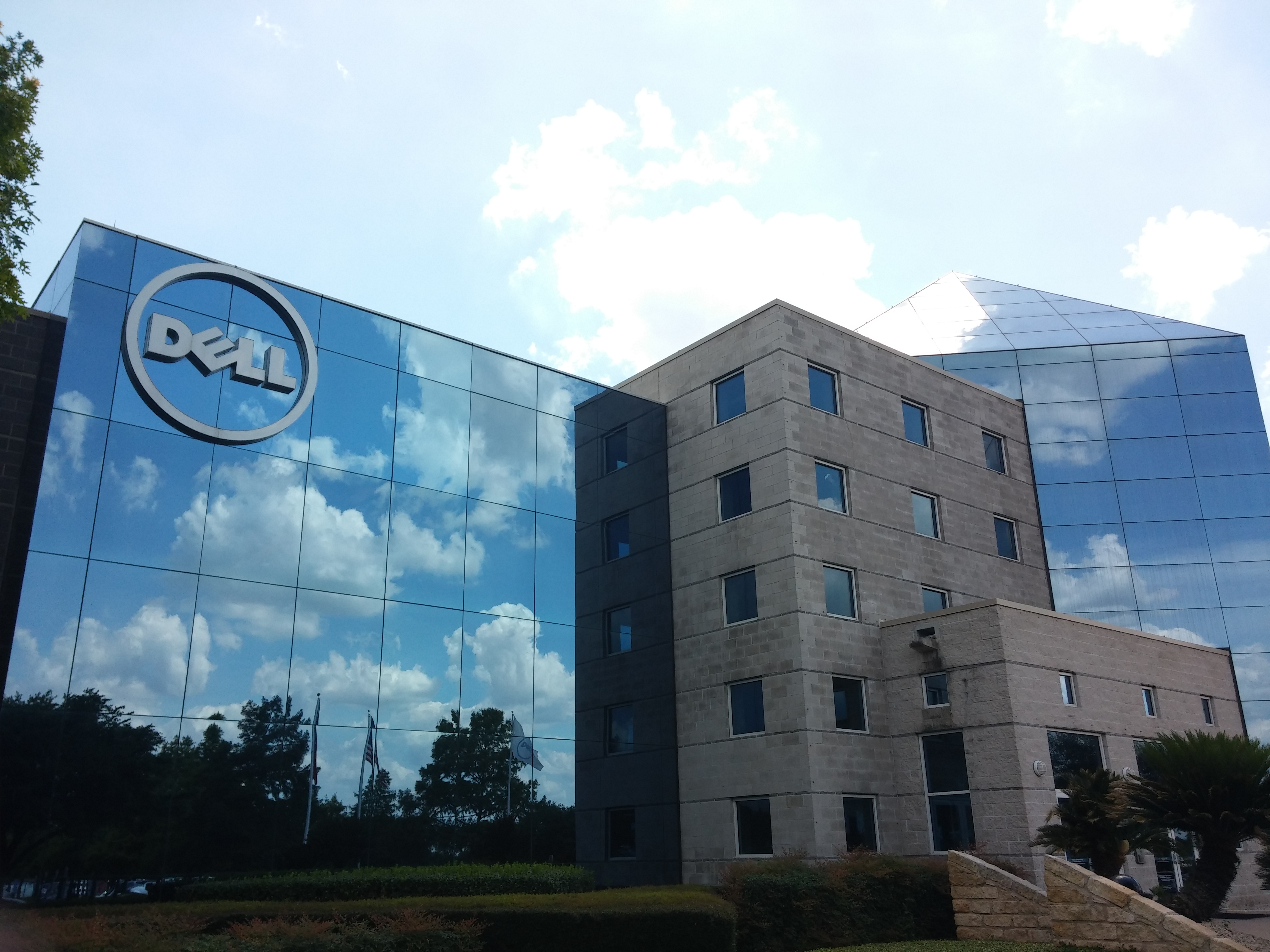
Dell-Hauptsitz in Round Rock

Alternatives Logo

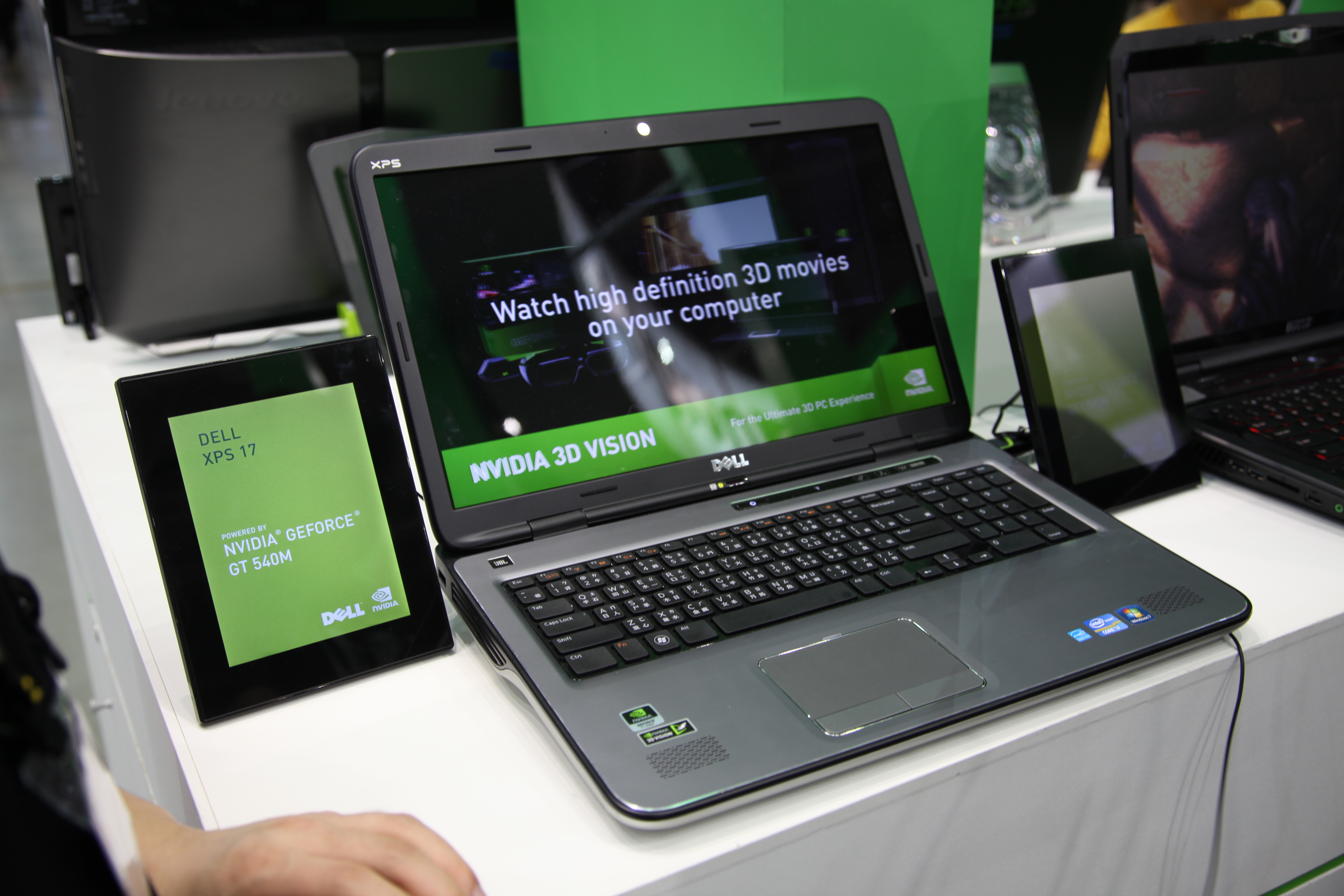
Dell XPS 17 (2011)

1983 begann Michael Dell mit dem Verkauf von Computerkomponenten. 1984 gründete er mit 1000 US-Dollar Startkapital die PCs Limited, die später in Dell Computer Corporation umbenannt wurde. Sitz des Unternehmens war damals Austin, Texas. 1985 wurde der erste eigene PC entwickelt.
1987 expandierte das Unternehmen nach Großbritannien und war damit das erste Mal außerhalb der USA tätig. 1988 fand der Börsengang statt. Insgesamt wurden 3,5 Millionen Aktien zu ca. 8,50 US-Dollar verkauft. Im selben Jahr begann Dell damit, auch Großkunden zu beliefern. 1989 eröffnete Dell eine Fabrik für den europäischen Markt in Irland. 1990 wurden Produkte von Dell erstmals auch über Händler verkauft.
1991 wurde das erste eigene Notebook ins Angebot aufgenommen. 1993 überschritt der Konzernumsatz eine Mrd. US-Dollar. Seit 1996 können die Produkte von Dell auch per Internet bestellt werden.
Insbesondere letztgenannter Faktor sorgte für ein starkes Unternehmenswachstum. Im Jahr 2000 betrugen die Tagesumsätze über das Internet 5 Mio. US-Dollar. Allerdings sorgte das Ende der Dotcom-Blase für einen Wachstumseinbruch bei Dell; das Unternehmen musste infolgedessen 2001 insgesamt 5700 Stellen abbauen. 2003 erreichte der Jahresumsatz 40 Mrd. US-Dollar. Das Unternehmen begann mit dem Verkauf von Druckern unter eigenem Namen und Unterhaltungselektronik. Im Jahr 2003 gründete Dell das Business Center in Bratislava (Slowakei).
Das Unternehmen ist seit 1988 in Deutschland vertreten.
Derzeit beschäftigt das Unternehmen rund 2000 Mitarbeiter in Deutschland, dabei rund 1000 in Halle (Saale), 600 in Frankfurt am Main und 100 in München. Am 1. August 2005 wurde der Stammsitz der Dell GmbH von Langen in das Main Airport Center in Frankfurt am Main verlegt. Am 1. September 2005 eröffnete Dell in Halle ein neues Service- und Vertriebszentrum zur Betreuung mittelständischer Kunden und öffentlicher Auftraggeber.
2006 begann das Unternehmen eine der größten Rückrufaktionen der Computergeschichte, nachdem sich mehrere Dell-Laptops aufgrund defekt gelieferter Akkus des Lieferanten Sony entzündet hatten. Ebenfalls 2006 übernahm Dell den Computerhersteller Alienware; das Unternehmen arbeitet als eine eigenständige Tochtergesellschaft von Dell weiter. Im selben Jahr stellte Dell den tausendsten Mitarbeiter in Deutschland ein.
Im September 2006 wurden erstmals in der Unternehmensgeschichte Desktop-PCs mit Prozessoren von AMD ins Programm aufgenommen, nachdem das Unternehmen in diesem Segment bisher ausschließlich Prozessoren von Intel verbaut hatte.
Nachdem die Produktion in Irland 2009 eingestellt worden war, befindet sich die europäische Produktionsstätte im polnischen Łódź. Sie erstreckt sich über 37.000 Quadratmeter und stellt eine Investition von 200 Millionen Euro dar. Hinzu kommen weitere Investitionen von Zulieferern des US-Unternehmens in Höhe von 53 Millionen Euro. Heute beschäftigt Dell in Łódź rund 1200 Mitarbeiter. Ziel des Errichtens eines Werks in Europa war ein besseres Beliefern des europäischen Marktes, damit einhergehend eine um ca. zwei Tage kürzere Lieferzeit für deutsche Kunden. Im Dezember 2009 gab Dell bekannt, das polnische Werk solle an das taiwanische Unternehmen Foxconn verkauft werden, sofern die Europäische Union zustimme. Der Verkauf an Foxconn kam allerdings nicht zustande.
Im September 2009 übernahm Dell für rund 3,9 Milliarden US-Dollar bzw. 30 US-Dollar je Aktie in bar den IT-Dienstleister Perot Systems Corp.
Im Februar 2010 übernahm Dell das US-Unternehmen KACE, einen Anbieter von Lösungen für das Systemmanagement.
Im August 2010 brachte Dell seinen ersten Tablet-Computer „Streak“ auf den Markt. Das Gerät besitzt einen 5-Zoll-Touchscreen und lässt sich zum Surfen im Internet, Telefonieren, Navigieren, Musik hören und als Kamera nutzen. Als Betriebssystem setzte Dell Googles Android ein. Anfang 2011 stellte Dell den Streak 7 vor, der einen 7-Zoll-Bildschirm mit der Auflösung 800 × 480 besitzt. Seit April 2011 ist dieses Gerät auch in Deutschland verfügbar. Im März 2011 brachte Dell mit dem Venue Pro sein erstes Smartphone auf den deutschen Markt. Das Smartphone arbeitet mit dem Betriebssystem Windows Phone 7 und hat eine aufschiebbare Tastatur.
Im März 2012 teilte Dell die Übernahme des auf Firewalls und Netzwerksicherheit spezialisierten Unternehmens SonicWall mit.
Im Juli 2012 übernahm Dell den Softwarehersteller Quest für 2,4 Milliarden US-Dollar.
Dell gehört zu den ersten Unterstützern der FIDO-Allianz, die seit 2013 den Industriestandard Universal Second Factor (U2F) für eine allgemein anwendbare Zwei-Faktor-Authentifizierung entwickelt hat.
Im September 2013 kaufte Michael Dell sein Unternehmen für 24,9 Milliarden US-Dollar (18,1 Milliarden Euro) zusammen mit dem Finanzinvestor Silver Lake zurück und führt dieses nun als Alleininhaber. Das Delisting der Aktien des Unternehmens an der NASDAQ erfolgte am 30. Oktober 2013.
Am 12. Oktober 2015 gab Dell bekannt, den Speicherspezialisten EMC für 67 Milliarden US-Dollar zu übernehmen.
Im September 2016 wurde diese Fusion umgesetzt. Im Zuge der Fusion wurde die Firma von Dell Inc. in Dell Technologies Inc. geändert. Seitdem ist Dell wieder in Form eines Tracking Stocks, der den Geschäftsanteil an VMware verkörpert, unter dem Kürzel DVMT an der New York Stock Exchange notiert.
Im November 2021 wurde VMWare von Dell Technologies abgespalten und die Anteile in Höhe von 81 % in Form eines Spin-offs an die eigenen Aktionäre verteilt. Bereits weniger als ein halbes Jahr später, im Mai 2022, erwarb Broadcom für knapp 61 Milliarden Dollar VMware.

## Organisation und Produktpalette

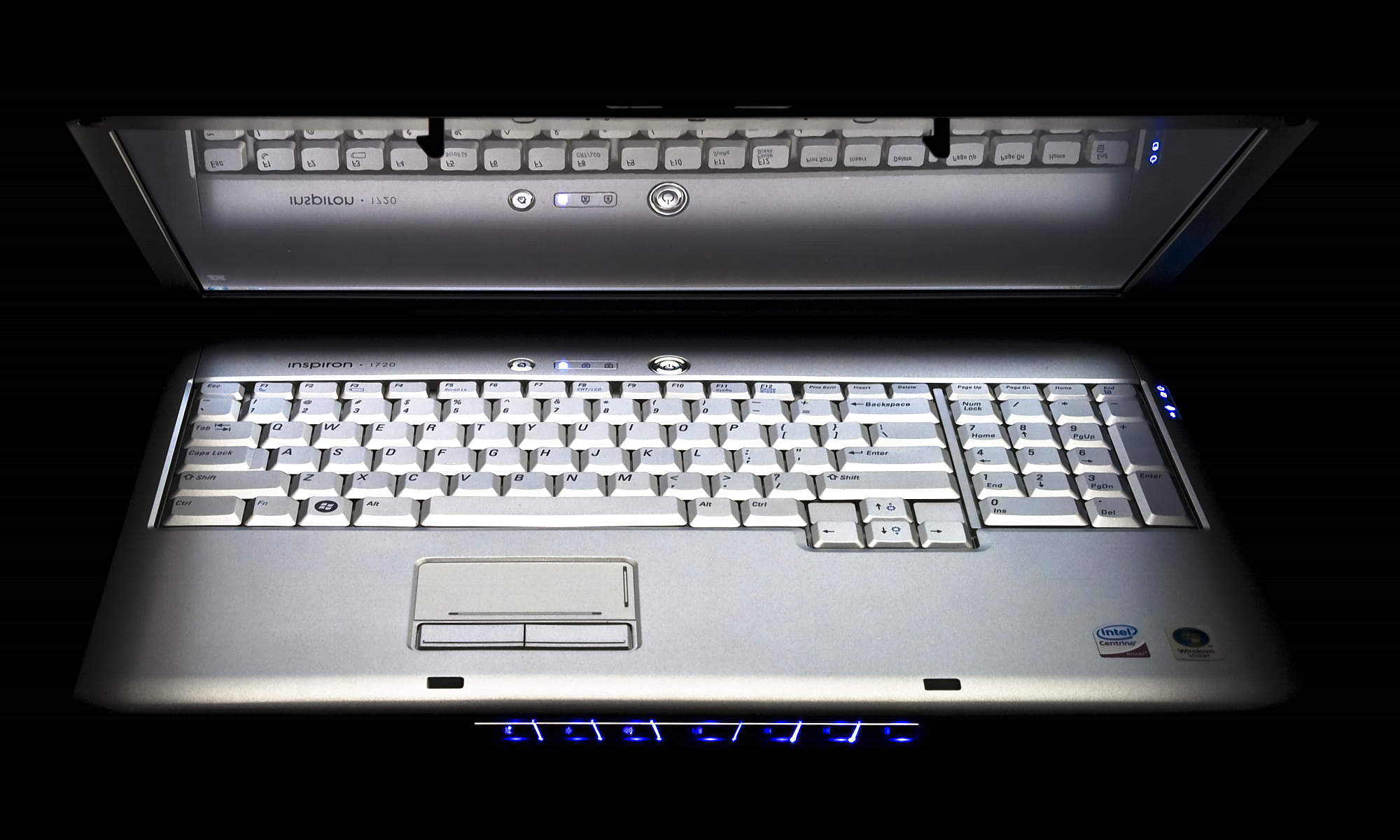
Notebook Dell Inspiron 1720 (2008)

President und Chief Executive Officer von Dell ist der Unternehmensgründer Michael Dell. Tim van Wasen leitet als Senior Vice President und General Manager bei Dell Technologies Germany das Deutschlandgeschäft.
Die Produktpalette umfasst unter anderem PCs, Workstations, Notebooks, Speichersysteme, Monitore, Server, Drucker sowie Unterhaltungselektronik und Smartphones. Dell vertreibt seine Produkte vorwiegend direkt. Kunden haben die Möglichkeit per Internet oder per E-Mail zu bestellen. Die Produkte werden erst zusammengestellt, nachdem der Kunde seine Bestellung aufgegeben hat.

### Laptops- und Desktop-Produkte
Neben dem Verkauf von Desktop-PCs konzentriert sich Dell ebenso auf die Herstellung von Laptops.
Der erste Dell-Laptop wurde 1989 veröffentlicht und trug den Namen „316LT“, damals noch mit Schwarz-Weiß-Bildschirm. Zwei Jahre später entwickelte man die ersten Laptops mit Farbbildschirmen, die ab 4500 $ zu erwerben waren.
2006 kaufte Dell das Unternehmen Alienware auf, das Hochleistungs-PCs und -Laptops für Gamer herstellte.
Produktlinien für Unternehmer und Geschäftsleute:
- Optiplex (Desktops)[26]
- Latitude (Notebooks)
- Precision (Desktops und Notebooks)
- Vostro (Desktops und Notebooks)
- n Series (Desktops und Notebooks, Betriebssystem Linux oder FreeDOS)
- Wyse (Thin-Clients)

Produktlinien für den Heimgebrauch:
- Inspiron (Desktops und Notebooks)
- Alienware (High-Performance-Desktops und -Notebooks)
- XPS (High-End-Desktops und -Notebooks)

### Back-End-Produkte
Spätestens mit Aufkauf von EMC im Jahr 2016 gehört DELL zu den größten Anbietern von Produkten für den Back-End-Bereich zu welchem unter anderem Server, Netzwerk-, Storage- und Datensicherungsprodukte gehören. Weiterhin bietet das Unternehmen auch spezielle kombinierte Software-Hardware-Lösungen und Managementsoftware aus einer Hand an.
- Server (PowerEdge-Serie)
- Datenspeicher (NX-Serie, MD-Serie, Unity-Serie, Equalogic-Serie etc.)
- Netzwerkgeräte (Dell-Networking-Familie)
- Software-Lösungen (VxRail, VxRack, VxFlex etc.)
- Management Software (Open-Manage-Produktreihe)

## Strategie
Dell verwendet vorwiegend Komponenten anderer Hersteller und entwickelt damit keine eigene Hardware, mit Ausnahme des Layouts der Hauptplatinen. Dell liefert seine Rechner und Notebooks derzeit (Stand Januar 2023) mit einem der Betriebssysteme Windows 11 (Home oder Pro), Windows 10 oder ChromeOS aus. Server werden auch mit Microsoft Windows Server, VMware oder Linux (Red Hat oder SUSE Linux) bei Kundenwunsch vorinstalliert ausgeliefert.
Aufgrund der mäßigen Ertragslage leitete Dell im Mai 2007 eine grundlegende Änderung der Vertriebsstrategie ein. Zusätzlich zum Direktverkauf werden seither Kunden auch über Vertriebspartner und den Einzelhandel angesprochen. In den USA wurde zuerst mit Walmart ein Vertrag abgeschlossen, in 3500 US-Filialen Dell-Produkte anzubieten.
In Deutschland bietet seit Ende August 2009 die Discounter-Kette Lidl Notebooks von Dell in ihren Filialen als Aktionsartikel an. Seit 2010 werden auch in deutschen Media Märkten ausgewählte PC- und Notebook-Modelle von Dell verkauft. Auch einige Onlineshops bieten Dell-Notebooks an, so z. B. Amazon.com, Conrad und Cyberport.
Dell hat vor einigen Jahren begonnen, seine Positionierung im Markt zu verändern und sich von einem reinen Hardwareanbieter zu einem Anbieter von Gesamtlösungen und Services entwickelt. Dabei werden neben Netzwerk-, Server- und Storage-Produkten, sowie ganzen Rechenzentren und Rechenzentrums-Infrastruktur auch Consulting-Leistungen vertrieben. Auf diese Weise will Dell die Anforderungen von Unternehmen unterschiedlicher Größenordnungen, von kleinen und mittlere Unternehmens bis zum Konzern und zum öffentlichen Sektor erfüllen.
Dell hat in den letzten Jahren verstärkt in den Auf- und Ausbau des Servicebereichs investiert. So wurde die zweite deutsche Niederlassung 2005 in Halle/Saale primär gegründet, um von hier aus mittelständische Kunden und öffentliche Auftraggeber zu betreuen. Insbesondere hat Dell den Servicebereich durch eine Reihe von Übernahmen ausgebaut; so konnte Dell durch die Übernahme des IT-Dienstleisters Perot Systems im September 2009 auch im Beratungsgeschäft Fuß fassen. Mittlerweile arbeiten rund 43.000 Mitarbeiter von Dell im Servicebereich, wobei dieser etwa 15 Prozent zum Konzernumsatz beiträgt. Weitere wichtige Übernahmen im Bereich Services waren 2010 Scalent Systems, ein Software-Hersteller im Bereich Rechenzentrums-Automatisierung und Boomi, ein Integrator für Lösungen im Cloud Computing, 2011 Secureworks, ein Anbieter von Sicherheitslösungen und KACE, ein Anbieter von Anwendungen zum Management von Systemen in größeren Unternehmen.
Außerdem befindet sich ein Unternehmensbereich für Branchenlösungen im Aufbau. Dell ist hier bisher vor allem bei IT-Lösungen für das Gesundheitswesen aktiv, dort ist Dell laut einer Studie von  Gartner derzeit Nr. 1 in Europa.

## Akquisitionen
Dell hat folgende Akquisitionen getätigt:
| Unternehmen                               | Datum     | Tätigkeitsfeld | Wert (USD) |
| ----------------------------------------- | --------- | --- | ---------- |
| EMC Corporation                           | Okt. 2016 | Storage und Cloud Computing | 67 Mrd     |
| StatSoft                                  | März 2014 | Software (Bigdata) | unbekannt  |
| Credant Technologies                      | Dez. 2012 | Security/Software (Encryption) | unbekannt  |
| Gale Technologies                         | Nov. 2012 | Software (Cloud Automation) | unbekannt  |
| Quest Software                            | Sep. 2012 | Software (Datenbank-Management, Applikationsmonitoring, Identity Management, Windows Server Management, Desktop Management, Virtualisierungsmanagement) | 2,4 Mrd    |
| SonicWall                                 | Mai 2012  | Software (Network Security) | 1,2 Mrd    |
| Wyse Technology                           | Mai 2012  | Hardware & Software (Cloud Computing) | unbekannt  |
| Clerity                                   | Apr. 2012 | Software (Services Modernization) | unbekannt  |
| Make Technologies                         | Apr. 2012 | Software (Services Modernization) | unbekannt  |
| AppAssure                                 | Feb. 2012 | Software (Backup Software) | unbekannt  |
| Force10                                   | Aug. 2011 | Network (Switches) | 700 Mio    |
| RNA Networks                              | Juni 2011 | Software (Memory Virtualization) | unbekannt  |
| Compellent                                | Feb. 2011 | Storage | 960 Mio    |
| SecureWorks Information Security Services | Jan. 2011 | IT Services (Security Services) | 612 Mio    |
| Insite One                                | Dez. 2010 | Software (SaaS, Medical Archiving) | unbekannt  |
| Boomi                                     | Nov. 2010 | Software (SaaS, Applikationsintegration) | unbekannt  |
| Ocarina Networks                          | Juli 2010 | Storage (Storage Deduplication) | unbekannt  |
| Scalent                                   | Juli 2010 | Software (Datacenter Management) | unbekannt  |
| Exanet                                    | Feb. 2010 | Software (OEM NAS Software) | 12 Mio     |
| KACE Networks                             | Feb. 2010 | Software (Systems Management Appliance) | unbekannt  |
| Perot Systems                             | Sep. 2009 | IT Services (Consulting) | 3,9 Mrd    |
| MessageOne                                | Apr. 2008 | IT Services (SaaS) | 155 Mio    |
| The Network Storage Company               | Feb. 2008 | IT Services (Storage Solutions) | unbekannt  |
| EqualLogic                                | Jan. 2008 | Hardware (Storage Area Networks) | 1,4 Mrd    |
| Everdream                                 | Dez. 2007 | Software (SaaS) | unbekannt  |
| ASAP Software Express                     | Nov. 2007 | Services (Software Asset Management) | 340 Mio    |
| SilverBack Technologies                   | Juli 2007 | Managed Services (Network Monitoring) | unbekannt  |
| ACS                                       | Nov. 2006 | IT Services | unbekannt  |
| Alienware                                 | Mai 2006  | Hardware (Gaming Computer) | unbekannt  |
| Plural                                    | Mai 2002  | IT Services | unbekannt  |
| NetSage                                   | Sep. 1999 | Software | 10 Mio     |
| ConvergeNet                               | Sep. 1999 | Storage | 341 Mio    |

## Kennzahlen
Dell war nach Angaben des Marktforschers IDC im zweiten Quartal 2008 mit 16,4 % Marktanteil der weltweit zweitgrößte Hersteller von Personal Computern (HP 18,9 %, Acer 9,9 %, Lenovo 7,5 %). In Deutschland lag Dell 2008 mit einem Marktanteil von 13,2 % derzeit auf Platz drei hinter HP (14,4 %) und Fujitsu Technology Solutions (13,4 %) (IDC 2008).
Dell erzielte im Geschäftsjahr 2010/2011 einen Umsatz von 61,5 Milliarden US-Dollar, einen Gewinn pro Aktie von 1,35 US-Dollar. Im Geschäftsjahr 2012 erzielte Dell einen Nettoumsatz von rund 62,071 Milliarden US-Dollar und beschäftigt weltweit 104.900 Mitarbeiter. Im dritten Quartal 2012 erzielte Dell einen Marktanteil von 17,1 Prozent beim weltweiten Verkauf von Serversystemen.
Greenpeace stellt Dell in puncto Umweltschutz auf Platz 3 von 17 Elektronikherstellern (Stand Oktober 2017; Platz 1 ist am umweltfreundlichsten). Siehe auch: Green IT